# Diego Benaglio
Diego Orlando Benaglio (Zürich, 1983. szeptember 8. –) svájci labdarúgó, jelenleg a francia AS Monaco kapusa.

## Pályafutása
Benaglio pályafutását Grasshoppers Zürichben kezdte, majd három szezon után Németországba, a Stuttgartba igazolt. Rövid idő után csatlakozott a CD Nacional csapatához, ahol végül első számú kapussá lépett elő, miután Henrique Hilário a Chelseahez távozott. 2008. január 22-én Diego aláírt a Wolfsburg együtteséhez. Első mérkőzését január 29-én játszotta, így csapatát ő segítette a DFB-Pokal negyeddöntőjébe. 2017. június 16-án a francia bajnokságban címvédő AS Monaco szerződtette.

## Válogatott
Diego Benaglio tagja a svájci labdarúgó-válogatottnak, melybe a 2006-os világbajnokságra is meghívták. A tornán harmadik számú kapus volt Pascal Zuberbühler és Fabio Coltorti mögött. 2008-ban jó teljesítménye miatt a 2008-as EB-re első számú kapussá léptették elő.